# Bathytricha leonina
Bathytricha leonina là một loài bướm đêm trong họ Noctuidae.